# 1172 Äneas

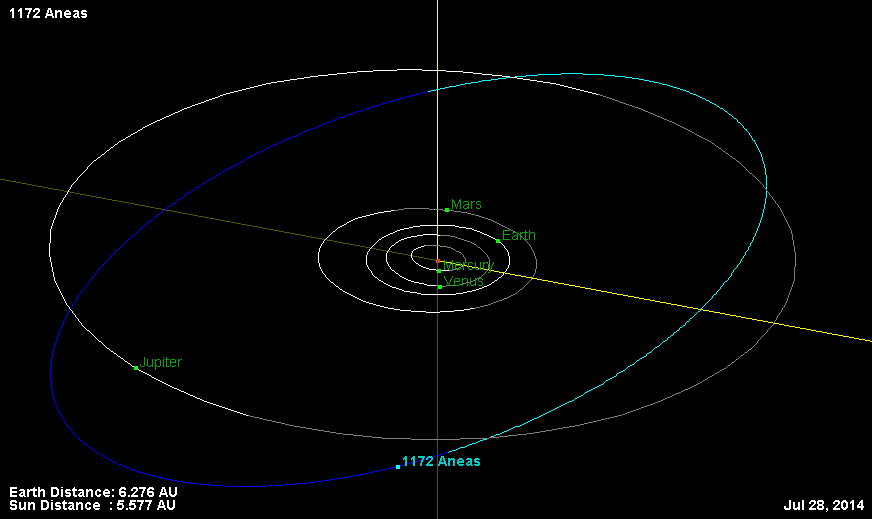
1172 Äneas

1172 Äneas eller 1930 UA är en trojansk asteroid i Jupiters lagrangepunkt L5. Den upptäcktes 17 oktober 1930 av den tyske astronomen Karl Wilhelm Reinmuth i Heidelberg. Den har fått sitt namn efter Aeneas i den grekiska mytologi.
Asteroiden har en diameter på ungefär 118 kilometer.